# 多賀城神社
多賀城神社（たがじょうじんじゃ）は、宮城県多賀城市市川にある神社である。後村上天皇を始め北畠親房、北畠顕家、伊達行朝、結城宗広ら南朝の忠臣を祀る。多賀城市内では最も新しい神社である。
多賀城市高崎にある多賀神社と本稿の多賀城神社とは関係ない。

## 歴史
多賀城は古代に陸奥国の国府が置かれた所である。中世の国府はそこから移って南西の岩切にあり、そこに南北朝時代に北畠顕家が後醍醐天皇の皇子義良親王（後の後村上天皇）を奉じて下向し、南朝の拠点とした。
この史実にちなみ、明治時代に地元有志を中心に多賀城政庁跡に「多賀城神宮」の創建が提案された。明治末には大槻文彦が多賀城を調査・研究し、南北朝時代の多賀国府も今いう多賀城政庁の位置にあるという説を唱えていた。
1935年（昭和10年）4月、多賀城政庁正殿跡の北西に多賀城村史蹟名勝保存会の手で「後村上天皇御坐之処」の碑が建立され、同時に御霊祭を挙行した事を契機に神社創建の機運が盛り上がった。しかし、太平洋戦争の勃発などで計画は頓挫した。戦後の1952年（昭和27年）4月、国から払い下げられた旧海軍工廠内の奉安殿を本殿として多賀城政庁跡の北東の一角に鎮座して「多賀城神社」と称した。1953年（昭和28年）5月6日に例祭を挙行した。
1973年（昭和48年）、多賀城政庁跡区域の史跡公園としての環境整備に伴い、古代、多賀城鎮護の八幡社跡と伝えられる現在地に遷宮した。

## 交通
- JR東日本東北本線・国府多賀城駅より徒歩30分